# (28150) 1998 UC1
1998 يو سي 1 (ويعرف أيضًا باسم (28150) 1998 يو سي 1 وفق تسمية الكوكب الصغير) (بالإنجليزية: 1998 UC1)‏ هو كويكب ضمن حزام الكويكبات؛ وترتيبه 28150 من حيث الاكتشاف.
اكتُشف هذا الجُرم الفلكي بواسطة Petr Pravec ‏ في 17 أكتوبر 1998.

## وصلات خارجية
- (28150) 1998 UC1 في قاعدة بيانات مختبر الدفع النفاث لأجرام النظام الشمسي الصغيرة

- الاكتشاف · مخطط المدار ·  العناصر المدارية · المعلمات المادية

- (28150) 1998 UC1 على موقع ويكي سكاي: DSS2, SDSS, GALEX, IRAS, Hydrogen α, X-Ray, Astrophoto, Sky Map, Articles and images